# Miellin
Miellin ist eine Commune déléguée in der französischen Gemeinde Servance-Miellin mit 62 Einwohnern (Stand 1. Januar 2022) im Département Haute-Saône in der Region Bourgogne-Franche-Comté.

## Geographie
Miellin liegt auf einer Höhe von 579 m über dem Meeresspiegel, vier Kilometer östlich von Servance und etwa 22 Kilometer nordnordwestlich der Stadt Belfort (Luftlinie). Das Dorf erstreckt sich im äußersten Osten des Departements, in den südwestlichen Vogesen, westlich des Ballon de Servance, im Tal der Doue de l'Eau.
Die Fläche der 13,36 km² großen Commune déléguée umfasst einen Abschnitt der südwestlichen Vogesen. Der Hauptteil des Gebietes wird vom Tal der Doue de l'Eau eingenommen, die am Ballon de Servance entspringt und für die Entwässerung nach Westen zum Ognon sorgt. Auf dem Gemeindegebiet nimmt sie von Süden den Ruisseau des Landres auf. Die Talmulde ist tief in die umgebenden Höhen eingeschnitten. Sie ist überwiegend bewaldet, landwirtschaftliche Flächen gibt es nur wenige.
Flankiert wird das Tal der Doue de l'Eau im Norden vom Kamm des Mont Cornu und des Bois le Sapois (bis 890 m), im Osten von dem nach Süden ausgreifenden Berggrat des Ballon de Servance (bis 1150 m) und im Süden von den Höhen des Plateau de Bravouse (mit 1180 m die höchste Erhebung von Miellin) und des Ballon (1050 m). In geologisch-tektonischer Hinsicht bestehen die Höhen zur Hauptsache aus kristallinem Grundgestein. Die Täler sind gefüllt mit Sediment- und Schotterablagerungen des Quartärs. Das gesamte Gemeindegebiet gehört zum Regionalen Naturpark Ballons des Vosges.
Zur Commune déléguée Miellin gehören neben dem Hauptort Miellin folgende Siedlungen:
- La Forge (498 m) an der Doue de l'Eau
- Les Frechins (588 m) an der Mündung des Ruisseau des Landres in die Doue de l'Eau
- Landres du Dessus (780 m) am südlichen Talhang der Doue de l'Eau

Nachbarorte von Miellin sind Haut-du-Them-Château-Lambert im Norden, Plancher-les-Mines im Osten, Belfahy im Süden sowie Servance im Westen.

## Geschichte
Im Mittelalter gehörte Miellin zur Freigrafschaft Burgund und darin zum Gebiet des Bailliage d’Amont. Die Hoheit über das Gebiet hatten zunächst die Herren von Faucogney inne. Später war Miellin von der Herrschaft Servance abhängig, die 1532 durch Kauf an das Kloster Lure überging. Zusammen mit der Franche-Comté gelangte Miellin mit dem Frieden von Nimwegen 1678 definitiv an Frankreich. Erst im Jahr 1821 wurde Miellin von Servance abgetrennt und zur eigenständigen Gemeinde erhoben. Bereits 1695 wurde hier eine Glashütte gegründet, die bis 1837 in Betrieb war. Im Lauf des 19. Jahrhunderts ließ sich im Tal von Miellin eisen- und holzverarbeitende Industrie nieder. Die Gemeinde Miellin war Mitglied des 12 Gemeinden umfassenden Gemeindeverbandes Communauté de communes de la Haute Vallée de l’Ognon.
In Miellin wurde im September 1939 ein unter dem Namen Le champ de la Grange bekanntes Internierungslager für spanische Bürgerkriegsflüchtlinge eingerichtet. Untergebracht waren hier hauptsächlich Frauen und Kinder und Invaliden. Das Lager befand sich auf einem ehemaligen Fabrikgelände und bestand aus fünf 6 m breiten und 37 m langen Unterkünften, in denen jeweils etwa 60 Personen untergebracht waren. Die Latrinen hätten sich außerhalb der Unterkünfte befunden, und zum Waschen habe nur das Wasser eines nahen Baches zur Verfügung gestanden. Schilder hätten darauf hingewiesen, dass das Verlassen des mit Stacheldraht umgebenen Lagers verboten sei.

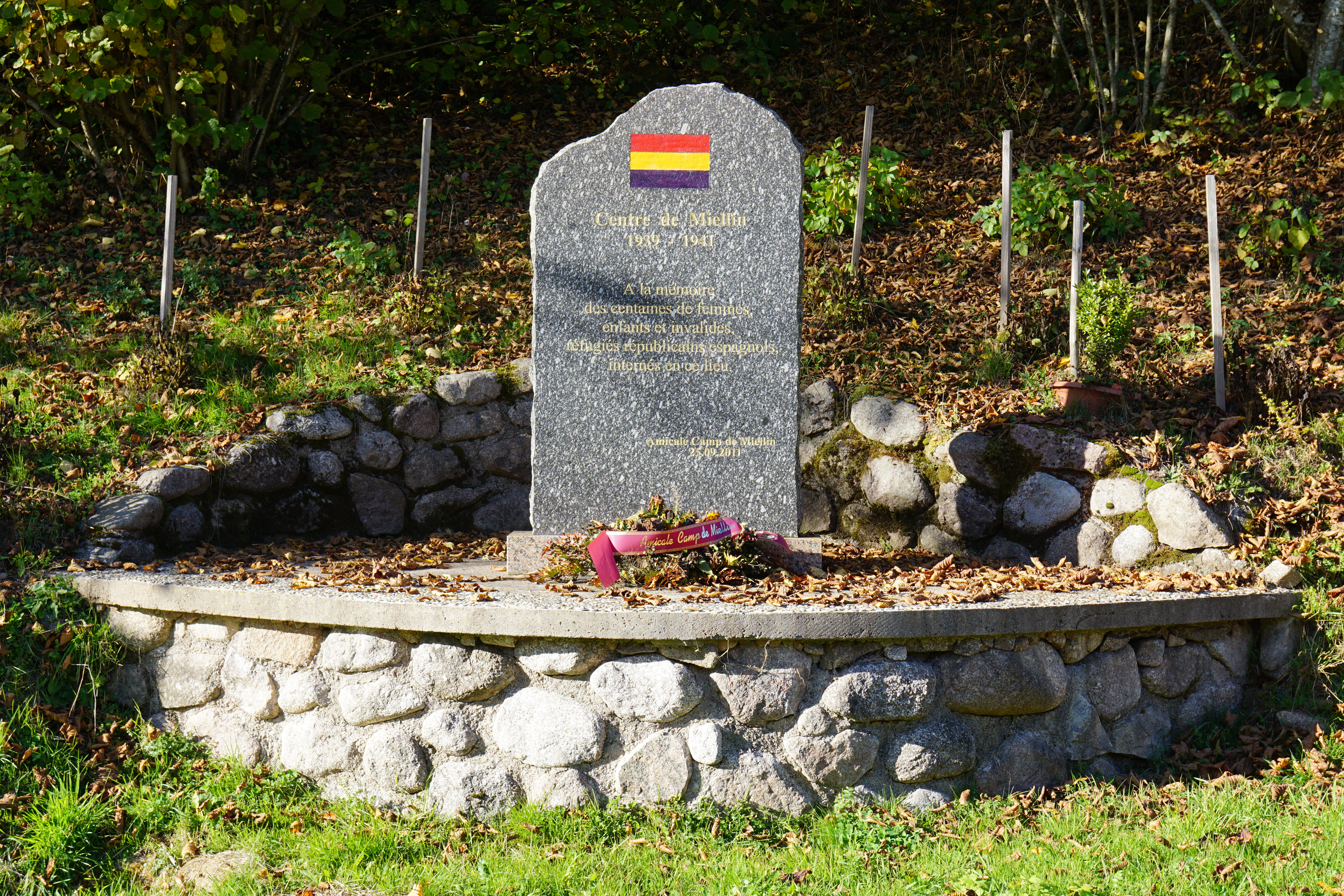
Gedenkstein für die in Miellin internierten Menschen

Der Winter 1939/40 sei für die Lagerinsassen sehr hart gewesen, Epidemien hätten geherrscht, viele Menschen mussten in ein Krankenhaus eingeliefert werden, einige starben an den Krankheiten, andere verhungerten.
Im Lauf der Zeit hätten sich die Bedingungen im Lager verbessert. Nachdem den in Männerlagern Internierten die Möglichkeit eingeräumt worden sei, mit ihren Familien zusammenzuziehen, habe sich das Lager Miellin allmählich geleert. Für die Verbliebenen sei die Verpflegung besser geworden, und sie hätten nun die Möglichkeit gehabt, auf den Feldern zu arbeiten oder andere Dienstleistungen für die örtliche Bevölkerung zu erbringen.
Im Dezember 1941 wurde das Lager geschlossen. Zu seiner Erinnerung wurde am 25. September 2011 ein Gedenkstein errichtet. Die Nachfahren der ehemaligen Lagerinsassen, die sich im Amicale des anciens réfugiés républicains espagnols au centre d'accueil de Miellin (Freundeskreis ehemaliger spanisch-republikanischer Flüchtlinge im Aufnahmezentrum Miellin) zusammenfanden, organisieren regelmäßige Gedenkveranstaltungen. Nach zweijähriger Unterbrechung aufgrund gesundheitlicher Einschränkungen trafen sie sich am 18. September 2022 aus Anlass der Einweihung des Gedenksteins, und für den 11. Mai 2023 ist im Rahmen einer Konferenz über die spanischen Flüchtlingslager in Frankreich auch ein Besuch der Überreste des Lagers und des Gedenksteins geplant.
Im Zuge der Rückzugsgefechte der deutschen Wehrmacht mit den vorrückenden alliierten Truppen wurde Miellin 1944 52 Tage lang von den Deutschen bombardiert; 10 % seiner 200 Einwohner wurden verwundet oder getötet und 59 der 75 Häuser zerstört. Am 22. September 1944 wurde Miellin befreit. Deutsche Kriegsgefangene mussten hier anschließend ein Jahr Minen räumen. Miellin wurde später für das, was es im Krieg erlitten hatte, mit dem Croix de guerre 1939-1945 avec étoile d’argent (Kriegskreuz mit silbernem Stern) ausgezeichnet.
Die Gemeinde Miellin wurde am 1. Januar 2017 mit Servance zur Commune nouvelle Servance-Miellin zusammengeschlossen. Sie hat seither den Status einer Commune déléguée.

## Sehenswürdigkeiten

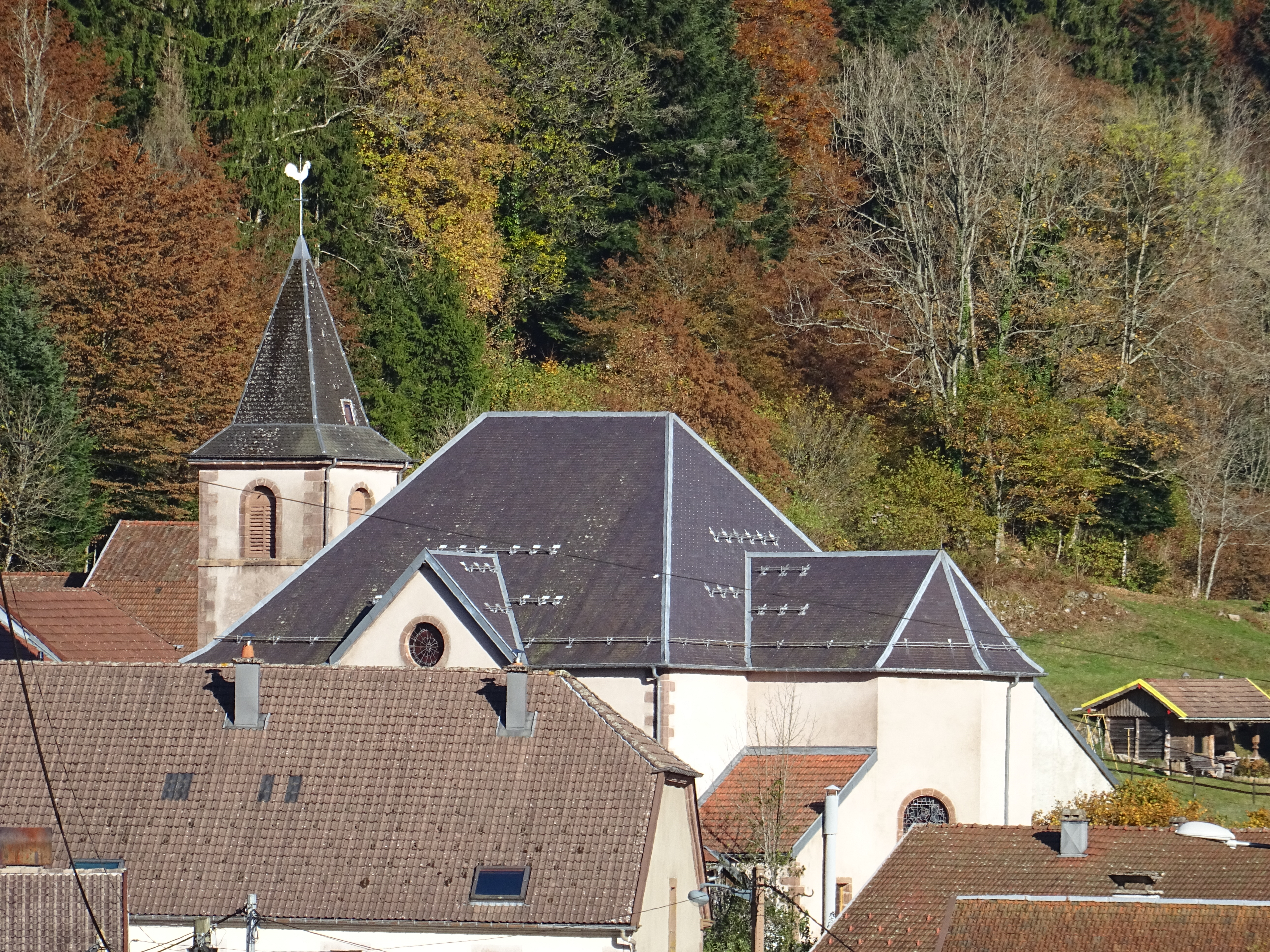
Kirche St. Blasius Miellin

Die dreischiffige Dorfkirche St. Blasius von Miellin wurde von 1849 bis 1854 an der Stelle einer früheren Kapelle im neugotischen Stil errichtet, bei einer Bombardierung 1944 beschädigt und ab 1946 restauriert. Zur Innenausstattung gehören Statuen aus dem 18. Jahrhundert und Kronleuchter mit Glas aus der Verrerie von Miellin. Aus dem 18. Jahrhundert stammt ein Calvaire. Zu den weiteren Sehenswürdigkeiten zählen ein Haus des Templerordens und ein Brunnen aus Granit (1886). Am Hang hoch über der Ortschaft steht die Kapelle Saint-Blaise.

## Bevölkerung
| Bevölkerungsentwicklung | Bevölkerungsentwicklung |
| Jahr                    | Einwohner               |
| ----------------------- | ----------------------- |
| 1962                    | 182                     |
| 1968                    | 159                     |
| 1975                    | 133                     |
| 1982                    | 99                      |
| 1990                    | 82                      |
| 1999                    | 82                      |
| 2006                    | 91                      |

Mit zuletzt 74 Einwohnern (Stand 1. Januar 2013) gehörte Miellin zu den kleinsten Gemeinden des Département Haute-Saône. Nachdem die Einwohnerzahl in der ersten Hälfte des 20. Jahrhunderts deutlich abgenommen hatte (1886 wurden noch 581 Personen gezählt), wurden seit Beginn der 1980er Jahre nur noch geringe Schwankungen verzeichnet.

## Wirtschaft und Infrastruktur
Das wirtschaftliche Leben von Miellin war schon früh durch die Glashütte, die Schmiede und die Sägereien geprägt. Heute gibt es einige Betriebe des lokalen Kleingewerbes, vor allem in den Branchen Holzverarbeitung und Feinmechanik. Viele Erwerbstätige sind auch Wegpendler, die in den größeren Ortschaften der Umgebung ihrer Arbeit nachgehen.
Die Ortschaft liegt weit abseits der größeren Durchgangsachsen. Die Hauptzufahrt erfolgt von Servance an der Departementsstraße, die von Lure via Mélisey nach Le Thillot führt. Eine weitere Straßenverbindung besteht über Belfahy mit Plancher-Bas.